# London Array

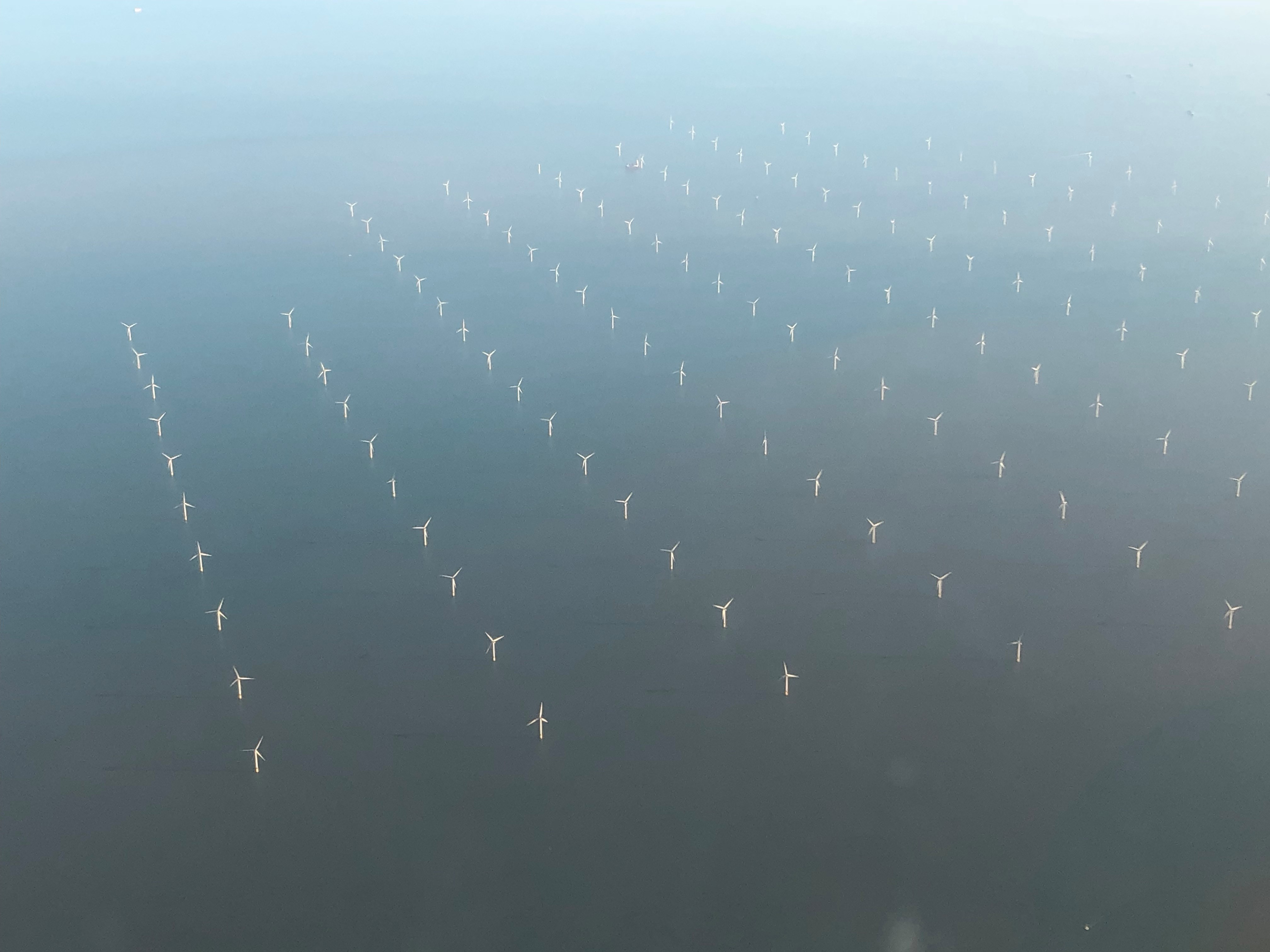
London Array sett från ett flygplan på väg mot London City Airport

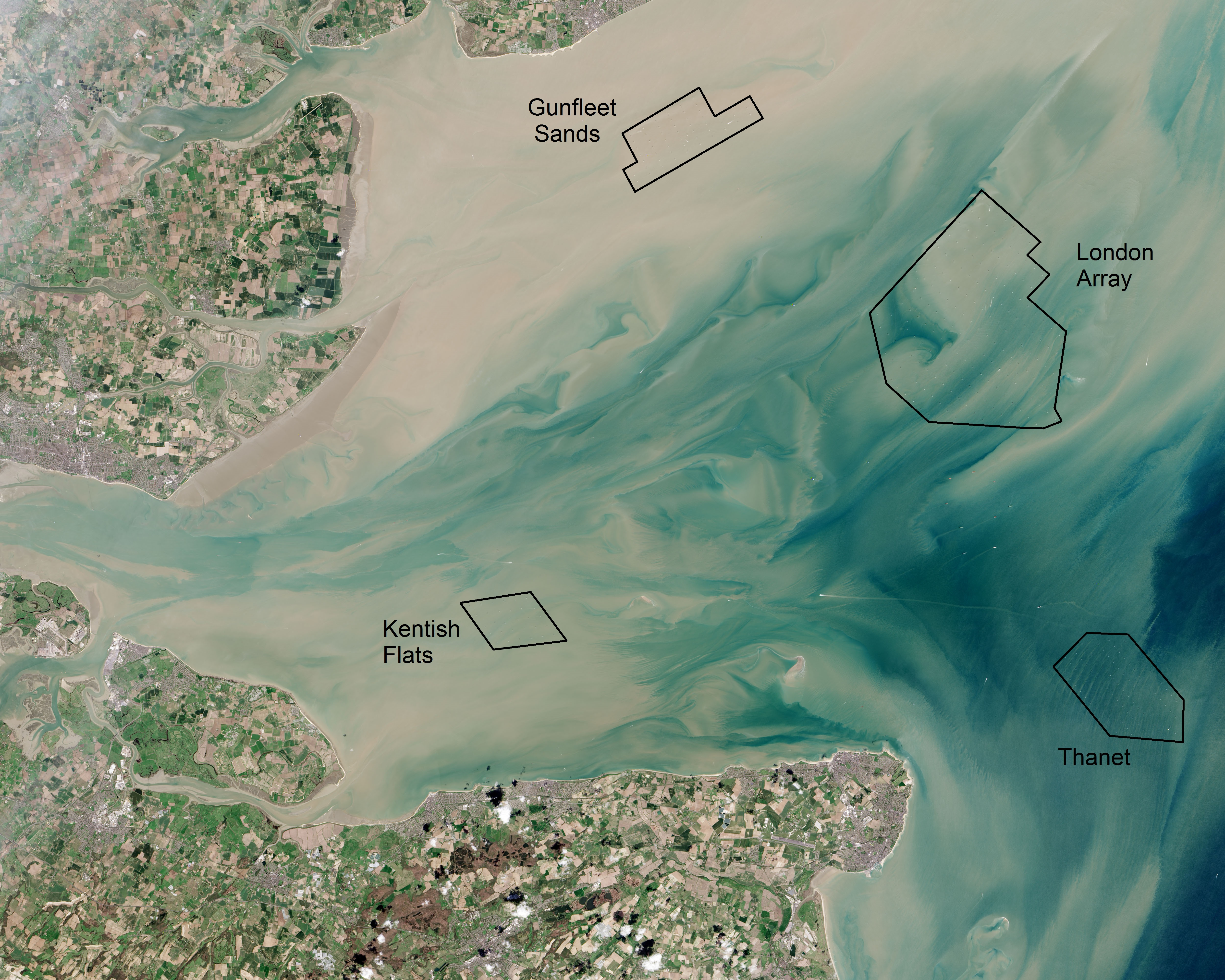
Karta över Themsens mynning, med bland annat London Array utmärkt.

London Array är en vindkraftspark med 175-turbiner på tillsammans 630 MW  belägen i den yttre Themsenmynningen i Storbritannien. Den var den största vindkraftsparken till havs i världen tills Walney Extension nådde full produktion i september 2018. Utbyggnaden av vindkraftsparken påbörjades i mars 2011 och slutfördes i mitten av 2013 och invigdes formellt av premiärministern David Cameron den 4 juli 2013.

## Beskrivning
Vindkraftparken ligger mer än 20 kilometer utanför North Foreland på Kents kust. Det är i området mellan Long Sand och Kentish Knock, mellan Margate i Kent och Clacton i Essex. Platsen har vattendjup på högst 25 m och är i huvudsak skild från djupvattenfarleder. Den ligger norr om den grunda korsmynningens kanal, Fishermans Gat och tvärs över Foulgers Gat.
Parken omfattar 175 Siemens vindkraft SWT-3.6-turbiner och två havsbaserade transformatorstationer, vilket ger en total märkeffekt på 630 MW. Varje turbin och offshore-transformatorstation är uppförd på ett monopile-fundament och är sammankopplade med 210 km 33 kV-matriskablar. De två transformatorstationerna är anslutna till en landsbaserad transformatorstation vid Cleve Hill (nära Graveney) på norra Kents kust, med fyra 150 kV undervattenskablar på totalt 220 km. Anläggningen är uppkallad efter London eftersom kraften levereras till Londons elnät.
Vindkraftparken började producera el i slutet av oktober 2012. Alla 175 turbinerna bekräftades i full drift den 8 april 2013, och vindkraftsparken invigdes formellt av premiärminister David Cameron den 4 juli 2013. I december 2015 producerade den 369 GWh, med en månatlig kapacitetsfaktor på 78,9 procent. Den producerade 2,5 TWh under 2015. Under två dagar i januari 2016 varierade produktionen från 3 MW till 619 MW.
Jämfört med motsvarande elproduktion baserad på fossila bränslen beräknas London Array minska de årliga CO2-utsläppen med cirka 900 000 ton, lika med utsläppen från 300 000 personbilar.